# Paederus
Paederus es un género de coleópteros de la familia Staphylinidae, conformado por 622 especies.

## Características
Poseen un miembro gigante retráctil por el que excretan sustancias urticantes, por lo cual estos insectos reciben nombres como fuetazo, culebrilla o bicho del fuego. Se sabe que por lo menos 30 especies pueden causar dermatitis, al excretar pederina. No pican ni muerden a los humanos al encontrarse en contacto con la piel, pero cuando se sienten tocados o atrapados o son aplastados, el líquido celómico es secretado y produce lesiones vesiculosas ardientes y dolorosas y pústulas.
Miden entre 9 y 15 mm de longitud, siendo las hembras un poco máyores que los machos. Su cuerpo es brillante, comúnmente negro, rojo o anaranjado. La cabeza es prolongada hacia adelante con piezas bucales masticadoras, antenas con once segmentos, protórax subglobular. Poseen élitros cortos, que cubre las alas membranosas, por lo que pueden volar aunque generalmente corren con agilidad. El abdomen es aplanado dorsoventralmente. Cuando son molestados levantan el abdomen formando un arco con el resto del cuerpo.
Viven entre la vegetación. Tienen hábitos diurnos, pero aparecen también en las noches de altas temperaturas y cerca de las lámparas encendidas. Son masticadores y se alimentan de otros artrópodos más pequeños y de restos vegetales. Ponen los huevos en una substancia húmeda y se desarrollan de larva a adulto, en la humedad, en un periodo de 3 a 19 días, en dos fases, la final como pupas dentro de celdas hechas de barro.

## Especies
- Paederus abdominalis Kenia
- Paederidus albipilis Tayikistán
- Paederus alfierii Egipto
- Paederus alternans India, Vietnam
- Paederus amazonicus Brasil
- Paederus australis Australia
- Paederus austriacus Austria
- Paederus baudii Francia, Italia, Suiza
- Paederus brasiliensis Argentina, Brasil
- Paederus brevipennis Italia
- Paederus caligatus Europa
- Paederus columbinus Brasil, Colombia, Venezuela
- Paederus cruenticollis Australia
- Paederus eximius Kenia
- Paederus ferus Argentina
- Paederus fuscipes Asia, Europa
- Paederus irritans Ecuador, Perú
- Paederus islae Israel, Palestina
- Paederus laetus Guatemala
- Paederus limnophilus Rumania
- Paederus littoralis España, Francia, Italia
- Paederus melampus India
- Paederus mutans Brasil
- Paederus melanurus Italia
- Paederus peregrinus Indonesia
- Paederus protensus Brasil
- Paederus puncticollis Uganda
- Paederus riparius Rusia
- Paederus rubrothoracicus Europa
- Paederus ruficollis Alemania, Polonia, Georgia
- Paederus rufocyaneus Malawai
- Paederus rutilicornis Colombia
- Paederus sabaeus África Subsahariana
- Paederus schoenherri Hungría
- Paederus signaticornis Centroamérica
- Paederus tamulus China
- Paederus yucateca México, Centroamérica, Colombia